# Sphagnum majus
Sphagnum majus là một loài rêu trong họ Sphagnaceae. Loài này được (Russow) C.E.O. Jensen mô tả khoa học đầu tiên năm 1890.